# Friedersdorf (Wernberg-Köblitz)
Friedersdorf ist ein Ortsteil der oberpfälzischen Marktgemeinde Wernberg-Köblitz im Landkreis Schwandorf des Regierungsbezirks Oberpfalz im Freistaat Bayern.

## Geografie
Friedersdorf liegt 2,3 Kilometer westlich der Bundesautobahn 6 und ungefähr 6,2 Kilometer südwestlich von Wernberg-Köblitz. Westlich von Friedersdorf erhebt sich der 549 Meter hohe Eichenberg. 500 Meter nördlich von Friedersdorf entspringt der Döllnitzbach.

## Etymologie
Namensbestimmend war der Personenname Friedrich oder Fridubert.
Das südwestlich von Friedersdorf liegende Einzelgehöft Scharlhof mit Abgaben an das Kloster Walderbach und die Herrschaft Guteneck ässt sich seit 1495 nachvollziehen. Seit dem Dreißigjährigen Krieg saß die Familie Scharl auf dem Anwesen. Der Hof hat dann den Familiennamen als Ortsbezeichnung angenommen.

## Geschichte

### 8. bis 13. Jahrhundert
Friedersdorf (auch: Fridersdorff, Fridersdorf, Friderstorf, Frieberstorff) liegt in einem Gebiet, in dem im 8. Jahrhundert slawische und deutsche Siedlungsbewegungen aufeinander stießen. Dies wird besonders durch die Ortsnamensforschung erläutert. Aus der ersten Siedlungsphase im 8. und 9. Jahrhundert stammen die Orte mit slawischen Namen, wie zum Beispiel Ober- und Unterköblitz, Döswitz, Döllnitz, Köttlitz und Hohentreswitz, und die Orte mit deutschen Namen, die echten -Ing-Orte, wie zum Beispiel Nessating. Aus der zweiten Siedlungsphase im 10. und 11. Jahrhundert stammen die Dorf-Orte, wie zum Beispiel Oberndorf, Friedersdorf, Haindorf, Saltendorf und Damelsdorf, die von deutschen Siedlern angelegt wurden.
Vom 11. bis zum 13. Jahrhundert gehörte Friedersdorf zur Mark Nabburg und zum Besitz der Diepoldinger. Die Mark Nabburg wurde Anfang des 11. Jahrhunderts erstmals in Urkunden erwähnt. Ende der siebziger Jahre des 11. Jahrhunderts erlangte sie ihre Selbständigkeit unter Kaiser Heinrich IV. und den schwäbischen Diepoldingern. Diepold II. von Vohburg nannte sich erstmals Markgraf. Ihm folgte 1078 sein Sohn Diepold III. von Vohburg. Nach dessen Tod im Jahr 1146 gelangte die Mark Nabburg kurzzeitig in den Besitz von Gebhard III. von Sulzbach.
Ab 1149 hörte die Mark Nabburg auf zu existieren. Die Nachfahren Diepolds III. behielten nur ihre Hausgüter in Nabburg, Etzelhof, Wölsendorf, Friedersdorf, Kagern (unklar: Kagern (Tiefenbach)? oder abgegangen), Saltendorf, Maierhof und Neunaigen. Nach dem Aussterben dieser Linie der Diepoldinger fielen diese Güter 1254 an die in Nabburg ansässige Linie der Wittelsbacher.
Friedersdorf wurde 1296 erstmalig urkundlich erwähnt.

### 14. bis 18. Jahrhundert
Am 24. Oktober 1325 übertrug König Ludwig der Bayer in Amberg dem Konrad II. Zenger von Trausnitz und seinen Erben das Gut zu Friedersdorf („Oedenfridreichstorf“), nachdem der vorherige Lehensinhaber Werner „Zapfo“ gestorben waren. Die Einkünfte sind im Urbar des Viztumamtes Lengenfeld vom 6. April 1326 ausgewiesen.
Gegen Mitte des 14. Jahrhunderts gehörte Weichnant dem Zenger zu Trausnitz ein Gut in Friedersdorf. Da Weichnant mit den Pfalzgrafen Ruprecht dem Älteren und Ruprecht dem Jüngeren in eine Fehde geriet, verlor er durch den Vertrag von 1351 die Einnahmen von diesem Gut.
1399 hatte Heinrich Mair von Friedersdorf das Bürgerrecht von Nabburg erworben. Er verkaufte seinen vom Bischof und Hochstift von Regensburg zu Lehen gehenden Zehent. Dieser Zehent kam später an die Priesterbruderschaft in Weiden.
1412 lieferte in Friedersdorf ein Gut Abgaben an das Kloster Ensdorf. Im Zins-, Steuer- und Giltbuch des Amtes Nabburg aus dem Jahr 1444 wurde Friedersdorf verzeichnet. Friedersdorf wurde im Jahr 1452 erwähnt, als die Brüder Hans Hofer zu Etzelhof und Konrad Hofer zu Damelsdorf dem Grafen Leopold ihre Wiesenmaht zu Döllnitz vermachten, damit er einen neuen Weiher bei der Döllnitzmühle anlegen ließ. Im Tausch dafür erhielten sie 1 Tagwerk Wiesmath aus seinem Hof zu Friedersdorf.
1460 wurde vom Vitztum, dem Nabburger Pfleger, eine Wochenmarktsordnung erlassen. In dieser Ordnung wurden die pflegämtischen Dörfer um Nabburg, darunter auch Friedersdorf, verpflichtet, den Wochenmarkt von Nabburg zu besuchen. 1527 wurde diese Ordnung dahin gehend präzisiert, dass alle Kaufgeschäfte grundsätzlich nur auf dem offenen Markt in Nabburg an den dort vorgeschriebenen Plätzen zu tätigen seien. Bei Nichtbefolgung drohten Strafen von 1/4 bis zu 1 Gulden. Betroffen waren davon jedoch nur die dem Pflegamt Nabburg zugehörigen 5 Anwesen. Ein Hof gehörte in die Hofmark Weihern (dieser hatte den Zehent zur Pfarrei Ehenfeld zu geben) und ein Hof zum Stadtrichteramt Pfreimd.
Im Salbuch von 1473 wurde Friedersdorf mit einer Steuer von 1 Pfund 7 Schilling aufgeführt. Im Salbuch von 1513 war Friedersdorf mit Geldzins zu Walpurgis und zu Michaelis von 1 Hof und einem jährlichen Jägergeld von 1 Hof, 2 Dreiviertelhöfen und 1 Halbhof verzeichnet. Im Amtsverzeichnis von 1596 erschien Friedersdorf mit 2 ganzen Höfen, 1 Dreiviertelhof und 1 Halbhof.
Während des Dreißigjährigen Krieges erlebte die Region einen Bevölkerungsrückgang. 1500, 1523, 1583 hatte Friedersdorf 4 Untertanen, 1658 waren es 3 und 1712 waren es 5. Die Kriegsaufwendungen betrugen 460 Gulden.
Am 14. Oktober 1598 beschlossen der Bürgermeister und Rat von Pfreimd, dass die Bauern aus Weihern (Friedersdorf gehörte damals zu Weihern) nicht in die Stadt Pfreimd hineingelassen werden sollen, weil der Verdacht bestehe, dass in Weihern Fälle der Pest aufgetreten seien. Das Bemühen ging dahin, die Pest von Pfreimd fernzuhalten. Wenige Wochen später starben in Friedersdorf die Ehefrau des Vogelbauern und einige ihrer Kinder an der Pest. Nun ließ trotz des bestehenden Verbotes der Schuster Endres Gebhardt aus Pfreimd den Vogelbauer nach Pfreimd hinein und trank mit ihm zusammen Bier. Daraufhin wurde der Schuster zu einem Pfund Pfennige Strafe verurteilt.
Ende des 16. Jahrhunderts wurde zweimal jährlich die Türkenhilfe erhoben. Friedersdorf war im Verzeichnis der Reichs- und Türkenhilfe von 1595 verzeichnet mit 1 Untertan und einer Abgabe von 42½ Kreuzer. Im Türkensteueranlagsbuch von 1606 waren für Friedersdorf 4 Höfe, 1 Haus, 2 Pferde, 14 Ochsen, 10 Kühe, 17 Rinder, 6 Schweine, 4 Frischlinge, 58 Schafe und eine Steuer von 18 Gulden und 46 Kreuzer eingetragen. Im Steuerbuch von 1630 war Friedersdorf mit 1 Gut und einer Steuer von 1 Gulden 30 Kreuzer zur frei-eigenen Hofmark Weihern aufgeführt.
Für den Bau der Brücke über die Naab zwischen Iffelsdorf und Untersteinbach im Jahr 1605 wurden die Ortschaften der Umgebung herangezogen. Friedersdorf zahlte dazu 2 Gulden 30 Kreuzer Arbeitslohn.
Im Herdstättenbuch von 1721 erschien Friedersdorf mit 5 Anwesen, 6 Häusern und 6 Feuerstätten, zusätzlich zur frei-eigenen Hofmark Weihern 1 Anwesen, 1 Haus, 1 Feuerstätte. Im Herdstättenbuch von 1762 mit 5 Herdstätten, kein Inwohner und 1 Herdstätte im Hirtenhaus ein Inwohner, zusätzlich zur frei-eigenen Hofmark Weihern 1 Herdstätte, 1 Inwohner. 1792 hatte Friedersdorf 5 hausgesessene Amtsuntertanen. 1808 gab es in Friedersdorf 5 Anwesen, ein Hirtenhaus und zusätzlich zur frei-eigenen Hofmark Weihern 1 Anwesen.

### 19. und 20. Jahrhundert
1808 begann in Folge des Organischen Ediktes des Innenministers Maximilian von Montgelas in Bayern die Bildung von Gemeinden. Dabei wurde das Landgericht Nabburg zunächst in landgerichtische Obmannschaften geteilt. Friedersdorf kam zur Obmannschaft Iffelsdorf. Zur Obmannschaft Iffelsdorf gehörten: Iffelsdorf, Untersteinbach, Haindorf, Obersteinbach, Fraunberg, Ragenhof, Friedersdorf, Nessating, Döllnitz, Döllnitzmühle und Eixlberg.
Dann wurden 1811 in Bayern Steuerdistrikte gebildet. Dabei kam Friedersdorf zum Steuerdistrikt Nessating. Der Steuerdistrikt Nessating bestand aus den Dörfern Nessating, Friedersdorf und Döllnitz und der Einöde Döllnitzmühle. Er hatte 24 Häuser, 187 Seelen, 150 Morgen Äcker, 50 Morgen Wiesen, 60 Morgen Holz, 3 Weiher, 14 Morgen öde Gründe und Wege, 3 Pferde, 96 Ochsen, 36 Kühe, 60 Stück Jungvieh, 90 Schafe und 36 Schweine.
Schließlich wurde 1818 mit dem Zweiten Gemeindeedikt die übertriebene Zentralisierung weitgehend rückgängig gemacht und es wurden relativ selbständige Landgemeinden mit eigenem Vermögen gebildet, über das sie frei verfügen konnten. Hierbei kam Friedersdorf zur Ruralgemeinde Saltendorf. Die Gemeinde Saltendorf bestand aus den Ortschaften Saltendorf mit 25 Familien, Damelsdorf mit 15 Familien, Nessating mit 14 Familien, Friedersdorf mit 12 Familien, Döllnitz mit 10 Familien und Döllnitzmühle mit 1 Familie.
1978 wurde die Gemeinde Saltendorf nach Wernberg-Köblitz eingegliedert. Nur Nessating, Döllnitz und Döllnitzmühle wurden nach Pfreimd eingegliedert.
Friedersdorf gehörte 1838 und 1916 zur Filialkirche Saltendorf der Pfarrei Weihern, Dekanat Nabburg. 1952 wurde die Filiale Saltendorf mit Döllnitz und Friedersdorf von Weihern nach Pfreimd umgepfarrt. 1997 gehörte Friedersdorf mit 36 Katholiken zur Pfarrei Pfreimd, Dekanat Nabburg.

## Einwohnerentwicklung ab 1819
| Jahr | Einwohner   | Gebäude |
| ---- | ----------- | ------- |
| 1819 | 12 Familien | k. A.   |
| 1828 | 60          | 8       |
| 1838 | 62          | 7       |
| 1864 | 47          | 24      |
| 1875 | 52          | 33      |
| 1885 | 55          | 8       |
| 1900 | 55          | 8       |
| 1913 | 48          | 9       |

| Jahr | Einwohner | Gebäude |
| ---- | --------- | ------- |
| 1925 | 45        | 7       |
| 1950 | 38        | 7       |
| 1961 | 44        | 7       |
| 1964 | 44        | 7       |
| 1970 | 48        | k. A.   |
| 1987 | 34        | 9       |
| 2011 | 40        | k. A.   |